# Victor Van Hoestenberghe
Victor ridder Van Hoestenberghe (Stalhille, 10 december 1868 - Brugge, 12 juli 1960) was advocaat in Brugge. Hij werd gemeenteraadslid, schepen en burgemeester van Brugge, alsook senator. Hij was gehuwd met Elisa Vanneste. Het gezin bleef kinderloos.

## Levensloop
Na zijn middelbare studies aan het Sint-Lodewijkscollege (Retorica 188§) en zijn rechtenstudies aan de Katholieke Universiteit Leuven (doctor in de rechten 1891) vestigde Van Hoestenberghe zich in Brugge als advocaat. Hij stapte in de plaatselijke politiek en werd op 1 januari 1908 gemeenteraadslid op de lijst van de katholieke partij. Op 1 juni 1912 werd hij tot schepen verkozen en kreeg de portefeuille onderwijs. Het jaar daarop werd hij schepen voor financies, functie die hij bleef uitoefenen totdat hij, in opvolging van burgemeester Amedée Visart de Bocarmé, op 27 juni 1924 tot burgemeester werd benoemd. 

## Burgemeester
Het burgemeesterschap bleef hij 32 jaar uitoefenen, iets minder lang dan zijn voorganger, maar in totaal zetelde hij toch bijna een halve eeuw in het schepencollege. Ondertussen was hij ook als advocaat actief en werd stafhouder van de Brugse balie voor de periode 1924-1926. Hij werd tevens lid van het kredietcomité van de Bank van Brussel in Brugge.
Onder zijn bestuur evolueerde de stad Brugge op zelfde wijze als onder zijn voorganger, met inspanningen die zich in de eerste plaats richtten op de zeehaven enerzijds, op de monumentenzorg, de cultuur en het toerisme anderzijds. In 1930 werd een nieuw Groeningemuseum ingehuldigd (ontwerp door schepen en architect Jozef Vierin), en werd het overdekt stedelijk zwembad geopend. In Kristus Koning, Sint-Jozef en Zwankendamme werden nieuwe parochiekerken gebouwd. Een nieuwe stadswijk kwam tot stand op de Sint-Annaparochie en kreeg de naam Gezellekwartier. De waterbedeling, het elektriciteitsnet en het telefoonnet bestreken voortaan de ganse stad. Net voor de Tweede Wereldoorlog werd een nieuw station in gebruik genomen, terwijl het vroegere neogotische stationsgebouw na de oorlog werd gesloopt. Zowel voor als na de oorlog bestond het religieus en toeristisch hoogtepunt uit opvoeringen van het Heilig Bloedspel, een massaspel door de redemptorist Jozef Boon geschreven, opgevoerd als een superproductie op de Markt. Niet zonder veel vertraging en politieke strubbelingen kwam een nieuwe veemarkt met slachthuis tot stand op Sint-Pieters.

## Oorlogstijd
Tijdens de Tweede Wereldoorlog werd Van Hoestenberghe door de Duitse bezetter uit zijn ambt ontzet, op grond van de verordening die een leeftijdsgrens had ingesteld. Op 15 juli 1941 nam hij afscheid van het stadhuis, waar hij voor het laatst een zitting van het schepencollege voorzat. Schepen Maurice Geûens trad op als plaatsvervanger, tot Van Hoestenberghe op 21 november 1941 werd afgezet en de dag daarop de VNV'er Jozef Devroe als zijn opvolger werd beëdigd.
Op 17 januari 1944 werd Van Hoestenberghe, samen met enkele andere vooraanstaande Bruggelingen, opgepakt en in de gevangenis van het Pandreitje opgesloten onder verdenking van anti-Duitse handelingen. Een paar weken later kwamen hij en de anderen vrij.

## Opnieuw burgemeester
Bij de bevrijding op 12 september 1944 nam hij zijn functie onmiddellijk weer op, nadat hij tijdens de laatste bezettingsdagen onderhandeld had zowel met de bezetter als met de bevrijders om Brugge van oorlogsgeweld te vrijwaren. Hij loodste Brugge door de woelige maanden van herstel, zuivering, enz. De haven van Zeebrugge was zowel na de Eerste Wereldoorlog als na de Tweede Wereldoorlog grondig vernield en Van Hoestenberghe leverde mee inspanningen om de nodige financiële tussenkomsten voor het herstel vanwege de regering te verkrijgen. Het gunstig resultaat was niet vanzelfsprekend omdat invloedrijke lobby's vanuit Antwerpen, gesteund door Antwerpse kranten, bepleitten dat Zeebrugge niet meer hoefde te worden heropgebouwd.
Burgemeester Van Hoestenberghe trad actief mee op teneinde het geplande Europacollege, een postuniversitair instituut voor Europese studies, in Brugge te vestigen. Hij was ook actief in het bevorderen van sociale huisvesting.

## Senator
Naast zijn burgemeesterschap, doorliep van Hoestenberghe een loopbaan als senator. Hij volgde in mei 1929 de tijdens de verkiezingsnacht overleden baron Albert of Albéric Ruzette op en bleef senator tot in 1946. Hij speelde een niet onbelangrijke rol bij de verdediging van de oorlogshouding van koning Leopold III. 
In de senaat zetelde hij in de commissies binnenlandse zaken en openbare werken. Hij was geregeld verslaggever over wetsontwerpen, onder meer met betrekking tot het taalgebruik in bestuurszaken. Hij behartigde in de hoofdstad de belangen van de stad Brugge en van de haven van Zeebrugge.

## Levensavond
Van Hoestenberghe nam ontslag als burgemeester op 3 maart 1956 en werd opgevolgd door eerste schepen Pierre Vandamme. Hij werd uitbundig gevierd (ook al werd algemeen aangenomen dat hij wellicht iets te lang aan de functie had vastgehouden). Zijn eerlijkheid en onbaatzuchtigheid, zijn sterke wil en karakter, zijn groot plichtsbesef, werden geprezen.
Van Hoestenberghe werd op 20 januari 1955 in de adelstand opgenomen met de persoonlijke titel van ridder. Zijn wapenspreuk luidde: 'Ik Dien'.
In het stadhuis van Brugge hangt een staatsieportret van Victor Van Hoestenberghe, gemaakt door Georges De Sloovere. Octave Rotsaert maakte van hem een buste (1953). 
Van Hoestenberghe resideerde het grootste deel van zijn actieve leven op de Mallebergplaats. Elke dag woonde hij de mis bij in zijn parochiekerk, de Sint-Walburgakerk.